# Березівський ландшафтний заказник
Бере́зівський зака́зник — ландшафтний заказник місцевого значення в Україні. Розташований у Подільському районі Одеської області, поблизу села Федорівка. 
Площа 1534 га. Заказник створено згідно з рішенням облвиконкому від 30.12.1980 року № 795, та уточнено згідно з рішенням облвиконкому від  02.10.1984 року № 493. Початкова площа заказника — 1503 га. Межі заказника регламентуються розпорядженням Кодимської районної державної адміністрації від 14.12.2007 року № 1051
Згідно з початковими документами заказник розташовано на території урочища Березівка у кварталах 53—83 Будейського лісництва Кодимського держлісгоспу (ДП «Кодимське лісове господарство»). Пояснення до створення заказника описує його так: «Територія заказника являє собою лісовий масив на межі лісостепу і степу, з віковими дубами та єдиними в області насадженнями берези. Заказник має велике ґрунто- та водозахисне значення. Заказник багатий на флору та фауну, на його території ростуть рідкісні та зникаючі види рослин». Під назвою «Урочище Березівське» заказник існував ще до 1969 року. 
Відповідно до актуального лісовпорядкування заказник розташовано у кварталах 76—106 Будейського лісництва та займає площу 1534 га. 
Згідно з даними екологічного обстеження 2003 року заказник перебуває у задовільному стані та являє собою залишки природного дубового лісу, без природних насаджень берези. Декілька штучно насаджених дерев берези ростуть лише біля ставка. За даними обстеження заканик є цінним лісовим урочищем з ділянками дуба черешчатого та скельного, рідкісними рослинами та угрупованнями, в тому числі з Червоної та Зеленої книг України.